# Emilio Pérez Touriño
Emilio Pérez Touriño (La Coruña, 8 de agosto de 1948) es un expolítico socialista, profesor y economista español. Fue presidente de la Junta de Galicia entre 2005 y 2009 y secretario general del Partido dos Socialistas de Galicia-PSOE desde 1998 hasta el 4 de marzo de 2009, cuando una gestora se hizo cargo del partido tras dimitir como consecuencia de su pérdida de la presidencia de la Junta de Galicia. Su línea ideológica es galleguista, federalista y socialdemócrata.

## Biografía
Pérez Touriño nació en La Coruña el 8 de agosto de 1948. Vivió su infancia y juventud en Pontevedra, en el barrio de A Eiriña. Realizó estudios de especialización en el Instituto de Investigación y Planificación del Desarrollo en la Universidad de Grenoble, Francia. Es doctor en Ciencias Económicas y profesor titular de la Universidad de Santiago de Compostela, donde fue vicerrector para Asuntos Económicos.
Touriño es también autor de múltiples estudios sobre temas de desarrollo regional y economía agraria en el ámbito de la Unión Europea. Premio Nacional de Publicaciones Agrarias, Pérez Touriño dirigió asimismo trabajos y publicaciones en relación con las infraestructuras y el crecimiento económico de Galicia. 

### Trayectoria política
Durante la transición democrática fue dirigente estudiantil y activo militante en la izquierda, primero desde las filas de Bandera Roja y posteriormente en el PCE. Participó directamente en el proceso del Estatuto de Autonomía de Galicia y en los Pactos del Hostal que lo posibilitaron. 
Entró en la política de la mano de Abel Caballero cuando este fue Ministro de Transportes, Turismo y Comunicaciones. Fue primero jefe de su gabinete y luego subsecretario general de Infraestructuras del Ministerio de Obras Públicas, Transportes y Medio Ambiente. Se afilió al PSOE en 1988, tras la huelga general convocada por los sindicatos UGT y Comisiones Obreras. En 1994, Luis Roldán le acusó de haber intervenido en el pago de comisiones, por lo que renunció a sus cargos políticos, aun rechazando siempre su implicación. Regresó a la docencia durante dos años.
En 1998, sustituyó a Francisco Vázquez como secretario general del PSdeG-PSOE. Tras las elecciones gallegas de 2005, cuyos resultados le permitieron encabezar un gobierno de coalición con el Bloque Nacionalista Galego, presidió la Junta de Galicia desde el 2 de agosto de 2005.
Emilio Pérez Touriño fue reelegido secretario general del PSdeG-PSOE el 26 de julio de 2008.

### Derrota en las elecciones gallegas de 2009 y retirada de la política
En las elecciones al Parlamento de Galicia celebradas el 1 de marzo de 2009, Touriño volvió a presentarse como candidato para presidir la Junta de Galicia, aunque en esta ocasión el Partido Popular recuperó nuevamente la mayoría absoluta. Como consecuencia de esto, al día siguiente presentó su dimisión como secretario general del PSdeG-PSOE. Al año siguiente, en marzo de 2010 anunció su abandono de la política, renunciando a su acta de diputado en el Parlamento de Galicia con el objeto de ingresar en el Consejo Consultivo de Galicia y volver a dar clases en la Universidad de Santiago de Compostela.

## Publicaciones académicas (selección)
- 1982: "A Evolución da agricultura no capitalismo: a concepción dos clásicos do marxismo como paradigma dunha visión determinista do desenvolvemento histórico", en Revista galega de estudios agrarios, no. 6, p. 183-207.
- 1983: Agricultura y capitalismo: análisis de la pequeña producción campesina. Ministerio de Agricultura, Pesca y Alimentación, Servicio de Publicaciones Agrarias, Madrid.
- 1992: "Las infraestructuras como factor de despegue del desarrollo gallego", en Estructura económica de Galicia, González Laxe [dir]. Espasa Calpe, Madrid, p. 429-488.
- 1997: Infraestructuras y desarrollo regional: efectos económicos de la autopista del Atlántico. Civitas, Madrid.
- 1998: Los Efectos económicos de las autovías de Galicia. Instituto de Estudios Económicos de Galicia Pedro Barrié de la Maza, La Coruña.
- 2001: En clave de país. Santa Comba, La Coruña.
- 2001: "Eurorrexión Galicia-Norte de Portugal, unha oportunidade e un reto", en Tempo exterior, no. 3, p. 17-22.